# 이케다시
이케다시(일본어: 池田市)는 일본 오사카부의 시이다.
도시 시설은 한큐 전철 연선 및 국도 171호선 연선 남부를 중심으로 놓여 있고 북부는 농지와 산지가 펼쳐져 있다. 식목 산지로 유명하고 오사카 후리쓰 원예고등학교가 입지하고 있다. 일찍부터 한큐 전철에 의한 주택 개발이 진행되어 호쿠세쓰의 중심 도시였지만 교통망의 발달과 1980년대의 이케다역 주변 재개발 때 현지 상가의 반대로 한큐 백화점이나 노세 전철과의 터미널역 등의 건설 계획이 무산되었고 양 시설 모두 근처의 효고현 가와니시시에 건설되는 등 도시의 구심력이 저하되고 있다. 역사적인 상점들이 비교적 잘 보존되어 있지만 최근에는 중고층 맨션이 들어서고 있다.
도시 뒤쪽에 위치하고 있는 사쓰키산은 봄의 벚꽃, 가을의 단풍 등으로 시민들에게 사랑받고 있다.

## 인접하는 지자체
- 오사카부
  - 도요나카시, 미노오시

- 효고현
  - 가와니시시, 이타미시

## 역사
- 1889년 4월 1일 - 정촌제 시행으로 도시마군 이케다정이 성립하였다.
- 1896년 4월 1일 - 도요노군이 성립하였다.
- 1935년 8월 10일 - 이케다정, 호소카와촌, 하타노촌, 기타테시마촌이 신설 합병해 새로운 이케다정이 성립하였다.
- 1939년 4월 29일 - 오사카부에서 6번째로 시로 승격해 이케다시가 되었다.

## 자매결연도시
- 오스트레일리아 론세스턴 (1965년)
- 중화인민공화국 쑤저우시 (1981년)

## 교통

### 공항
- 오사카 국제공항(이타미 공항)

### 철도
- 한큐 전철
  - 다카라즈카 본선
  - 미노오선

### 도로
- 주고쿠 자동차도
- 한신 고속도로
- 국도 제171호선 (일본)(일본어판)
- 국도 제173호선 (일본)(일본어판)
- 국도 제176호선 (일본)(일본어판)
- 국도 제477호선 (일본)(일본어판)

## 인구
| 연도 | 인구    | ±%     |
| ---- | ------- | ------ |
| 1940 | 35,494  | —      |
| 1950 | 45,177  | +27.3% |
| 1960 | 59,688  | +32.1% |
| 1970 | 94,333  | +58.0% |
| 1980 | 101,121 | +7.2%  |
| 1990 | 104,218 | +3.1%  |
| 2000 | 101,516 | −2.6%  |
| 2010 | 104,171 | +2.6%  |